# سوني إريكسون لايف وذ والك مان
سوني إريكسون لايف وذ والك مان (بالإنجليزية: Sony Ericsson Live with Walkman)‏ هو هاتف ذكي من سوني موبايل كوميونيكيشنز يعمل بنظام أندرويد، تم طرحه في الأسواق في أغسطس 2011.

## الخصائص
- نظام التشغيل: أندرويد
- الكاميرا الخلفية: 5 ميجابكسل
- الشاشة: إل سي دي
- الوزن: 115 غ (4.1 أونصة)
- المعالج: 1 جيجا هرتز
- الذاكرة: 512 ميجابايت
- التخزين: 320 ميجابايت